# Motorrad-Weltmeisterschaft 1979
Die Motorrad-WM-Saison 1979 war die 31. in der Geschichte der FIM-Motorrad-Straßenweltmeisterschaft.
In den Klassen  bis 500 cm³ und bis 250 cm³ wurden zwölf, in der Klasse bis 350 cm³ elf, in der Klasse bis 125 cm³ 13, in der Klasse bis 50 cm³ und bei den Gespannen der Kategorie B2A sieben und bei den Gespannen der Kategorie B2B sechs Rennen ausgetragen.

## Punkteverteilung
| Punktewertung | Punktewertung | Punktewertung | Punktewertung | Punktewertung | Punktewertung | Punktewertung | Punktewertung | Punktewertung | Punktewertung | Punktewertung |
| ------------- | ------------- | ------------- | ------------- | ------------- | ------------- | ------------- | ------------- | ------------- | ------------- | ------------- |
| Platz         | 1             | 2             | 3             | 4             | 5             | 6             | 7             | 8             | 9             | 10            |
| Punkte        | 15            | 12            | 10            | 8             | 6             | 5             | 4             | 3             | 2             | 1             |

In die Wertung kamen alle erzielten Resultate.

## 500-cm³-Klasse

### Rennergebnisse
|    | Datum  | Rennen                 | Strecke           | Platz 1           | Platz 2           | Platz 3           | Pole-Position     | Schn. Rennrunde   |
| -- | ------ | ---------------------- | ----------------- | ----------------- | ----------------- | ----------------- | ----------------- | ----------------- |
| 1  | 18.03. | 3. GP von Venezuela    | San Carlos        | Barry Sheene      | Virginio Ferrari  | Tom Herron        | Barry Sheene      | Barry Sheene      |
| 2  | 29.04. | GP von Österreich      | Salzburgring      | Kenny Roberts sr. | Virginio Ferrari  | Wil Hartog        | Johnny Cecotto    | Kenny Roberts sr. |
| 3  | 06.05. | 43. GP von Deutschland | Hockenheim        | Wil Hartog        | Kenny Roberts sr. | Virginio Ferrari  | Barry Sheene      | Kenny Roberts sr. |
| 4  | 13.05. | 57. GP der Nationen    | Imola             | Kenny Roberts sr. | Virginio Ferrari  | Tom Herron        | Barry Sheene      | Kenny Roberts sr. |
| 5  | 20.05. | GP von Spanien         | Jarama            | Kenny Roberts sr. | Wil Hartog        | Mike Baldwin      | Mike Baldwin      | Kenny Roberts sr. |
| 6  | 17.06. | GP von Jugoslawien     | Rijeka            | Kenny Roberts sr. | Virginio Ferrari  | Franco Uncini     | Kenny Roberts sr. | Kenny Roberts sr. |
| 7  | 23.06. | 49. Dutch TT           | Assen             | Virginio Ferrari  | Barry Sheene      | Wil Hartog        | Kenny Roberts sr. | Virginio Ferrari  |
| 8  | 01.07. | 52. GP von Belgien     | Spa-Francorchamps | Dennis Ireland    | Kenny Blake       | Gary Lingham      | Johnny Cecotto    | Kenny Blake       |
| 9  | 22.07. | GP von Schweden        | Karlskoga         | Barry Sheene      | Jack Middelburg   | Boet van Dulmen   | Kenny Roberts sr. | Wil Hartog        |
| 10 | 29.07. | GP von Finnland        | Imatra            | Boet van Dulmen   | Randy Mamola      | Barry Sheene      | Boet van Dulmen   | Jack Middelburg   |
| 11 | 12.08. | GP von Großbritannien  | Silverstone       | Kenny Roberts sr. | Barry Sheene      | Wil Hartog        | Kenny Roberts sr. | Barry Sheene      |
| 12 | 02.09. | GP von Frankreich      | Le Mans           | Barry Sheene      | Randy Mamola      | Kenny Roberts sr. | Kenny Roberts sr. | Virginio Ferrari  |

### Fahrerwertung
| 1  | Kenny Roberts sr. | Yamaha | 113 |
| 2  | Virginio Ferrari  | Suzuki | 89  |
| 3  | Barry Sheene      | Suzuki | 87  |
| 4  | Wil Hartog        | Suzuki | 66  |
| 5  | Franco Uncini     | Suzuki | 51  |
| 6  | Boet van Dulmen   | Suzuki | 50  |
| 7  | Jack Middelburg   | Suzuki | 36  |
| 8  | Randy Mamola      | Yamaha | 29  |
| 9  | Philippe Coulon   | Suzuki | 29  |
| 10 | Tom Herron        | Suzuki | 28  |
| 11 | Christian Sarron  | Yamaha | 26  |
| 12 | Steve Parrish     | Suzuki | 19  |
| 13 | Mike Baldwin      | Suzuki | 17  |
| 14 | Dennis Ireland    | Suzuki | 16  |
| 15 | Michel Rougerie   | Suzuki | 16  |
| 16 | Bernard Fau       | Suzuki | 13  |
| 17 | Kenny Blake       | Yamaha | 12  |
| 18 | Marco Lucchinelli | Suzuki | 11  |
| 19 | Gary Lingham      | Suzuki | 10  |
| 20 | Johnny Cecotto    | Yamaha | 10  |

| 21 | Gustav Reiner           | Suzuki     | 8 |
| 22 | Henk de Vries           | Suzuki     | 6 |
|    | Hiroyuki Kawasaki       | Suzuki     | 6 |
| 24 | Gerhard Vogt            | Suzuki     | 6 |
| 25 | Josef Hage              | Suzuki     | 5 |
|    | Robertino Pietri senior | Suzuki     | 5 |
| 27 | Jacky Matagne           | Suzuki     | 4 |
| 28 | Max Wiener              | Suzuki     | 4 |
| 29 | Giancarlo Perugini      | Suzuki     | 3 |
| 30 | Ikujiro Takaï           | Yamaha     | 3 |
| 31 | Guy Cooremans           | Suzuki     | 2 |
|    | Sergio Pellandini       | Suzuki     | 2 |
|    | Graziano Rossi          | Morbidelli | 2 |
| 34 | James Woodley           | Suzuki     | 2 |
| 35 | Mick Grant              | Suzuki     | 1 |
|    | Dieter Heinen           | Yamaha     | 1 |
|    | John Newbold            | Suzuki     | 1 |
|    | Giovanni Pelletier      | Suzuki     | 1 |
|    | Seppo Rossi             | Suzuki     | 1 |
|    | Peter Sjöström          | Suzuki     | 1 |

### Konstrukteurswertung
Der Konstrukteurstitel wurde Yamaha zuerkannt.

## 350-cm³-Klasse

### Rennergebnisse
|    | Datum  | Rennen                  | Strecke      | Platz 1           | Platz 2           | Platz 3           | Pole-Position     | Schn. Rennrunde |
| -- | ------ | ----------------------- | ------------ | ----------------- | ----------------- | ----------------- | ----------------- | --------------- |
| 1  | 18.03. | 3. GP von Venezuela     | San Carlos   | Carlos Lavado     | Walter Villa      | Patrick Fernandez | Carlos Lavado     | Carlos Lavado   |
| 2  | 29.04. | GP von Österreich       | Salzburgring | Kork Ballington   | Jon Ekerold       | Toni Mang         | Grunwald Harfmann | Kork Ballington |
| 3  | 06.05. | 43. GP von Deutschland  | Hockenheim   | Jon Ekerold       | Toni Mang         | Michel Frutschi   | Walter Villa      | Michel Frutschi |
| 4  | 13.05. | 57. GP der Nationen     | Imola        | Gregg Hansford    | Sadao Asami       | Patrick Fernandez | Kork Ballington   | Kork Ballington |
| 5  | 20.05. | GP von Spanien          | Jarama       | Kork Ballington   | Gregg Hansford    | Michel Frutschi   | Kork Ballington   | Sadao Asami     |
| 6  | 17.06. | GP von Jugoslawien      | Rijeka       | Kork Ballington   | Pekka Nurmi       | Sadao Asami       | Gregg Hansford    | unbekannt       |
| 7  | 23.06. | 49. Dutch TT            | Assen        | Gregg Hansford    | Patrick Fernandez | Walter Villa      | Gregg Hansford    | Gregg Hansford  |
| 8  | 29.07. | GP von Finnland         | Imatra       | Gregg Hansford    | Patrick Fernandez | Pentti Korhonen   | Kork Ballington   | Gregg Hansford  |
| 9  | 12.08. | GP von Großbritannien   | Silverstone  | Kork Ballington   | Gregg Hansford    | Jeffrey Sayle     | Éric Saul         | Kork Ballington |
| 10 | 19.08. | GP der Tschechoslowakei | Masaryk-Ring | Kork Ballington   | Toni Mang         | Patrick Fernandez | Kork Ballington   | Toni Mang       |
| 11 | 02.09. | GP von Frankreich       | Le Mans      | Patrick Fernandez | Roland Freymond   | Walter Villa      | Kork Ballington   | Éric Saul       |

### Fahrerwertung
| 1  | Kork Ballington   | Kawasaki         | 99 |
| 2  | Patrick Fernandez | Yamaha           | 90 |
| 3  | Gregg Hansford    | Kawasaki         | 77 |
| 4  | Toni Mang         | Kawasaki         | 63 |
| 5  | Michel Frutschi   | Yamaha           | 47 |
| 6  | Walter Villa      | Yamaha           | 38 |
| 7  | Roland Freymond   | Yamaha           | 38 |
| 8  | Jon Ekerold       | Yamaha           | 34 |
| 9  | Sadao Asami       | Yamaha           | 27 |
| 10 | Jeffrey Sayle     | Yamaha           | 24 |
| 11 | Pekka Nurmi       | Yamaha           | 23 |
| 12 | Pentti Korhonen   | Yamaha           | 17 |
| 13 | Christian Estrosi | Kawasaki         | 16 |
| 14 | Carlos Lavado     | Yamaha           | 15 |
| 15 | Patrick Pons      | Yamaha           | 12 |
| 16 | Eric Saul         | Adriatica-Yamaha | 10 |
| 17 | Michel Rougerie   | Bimota-Yamaha    | 10 |
| 18 | Richard Hubin     | Yamaha           | 9  |
| 19 | Hervé Guilleux    | BUT-Yamaha       | 8  |

| 20 | Olivier Chevallier      | Yamaha   | 8 |
| 21 | Vic Soussan             | Yamaha   | 8 |
| 22 | Murray Sayle            | Yamaha   | 5 |
|    | Graeme McGregor         | Yamaha   | 5 |
| 24 | Eduard Stöllinger       | Kawasaki | 4 |
|    | Eddy Elias              | Yamaha   | 4 |
|    | Bengt Elgh              | Yamaha   | 4 |
|    | Paolo Pileri            | RTM      | 4 |
| 28 | Reinhold Roth           | Yamaha   | 3 |
|    | Víctor Palomo           | Yamaha   | 3 |
|    | Tony Head               | Yamaha   | 3 |
|    | Klaas Hernamdt          | Yamaha   | 3 |
| 32 | Eero Hyvärinen          | Yamaha   | 3 |
|    | Alan North (Rennfahrer) | Yamaha   | 3 |
| 34 | Adelio Faccioli         | Yamaha   | 2 |
|    | Joey Dunlop             | Yamaha   | 2 |
| 36 | Gianfranco Bonera       | Yamaha   | 2 |
| 37 | Yoshimi Matsumoto       | Yamaha   | 1 |
|    | Max Wiener              | Yamaha   | 1 |

### Konstrukteurswertung
Der Konstrukteurstitel wurde Kawasaki zuerkannt.

## 250-cm³-Klasse

### Rennergebnisse
|    | Datum  | Rennen                  | Strecke           | Platz 1           | Platz 2         | Platz 3           | Pole-Position   | Schn. Rennrunde   |
| -- | ------ | ----------------------- | ----------------- | ----------------- | --------------- | ----------------- | --------------- | ----------------- |
| 1  | 18.03. | 3. GP von Venezuela     | San Carlos        | Walter Villa      | Kork Ballington | Vic Soussan       | Carlos Lavado   | Walter Villa      |
| 2  | 06.05. | 43. GP von Deutschland  | Hockenheim        | Kork Ballington   | Randy Mamola    | Toni Mang         | Walter Villa    | Kork Ballington   |
| 3  | 13.05. | 57. GP der Nationen     | Imola             | Kork Ballington   | Randy Mamola    | Barry Ditchburn   | Kork Ballington | Kork Ballington   |
| 4  | 20.05. | GP von Spanien          | Jarama            | Kork Ballington   | Gregg Hansford  | Graziano Rossi    | Gregg Hansford  | Kork Ballington   |
| 5  | 17.06. | GP von Jugoslawien      | Rijeka            | Graziano Rossi    | Gregg Hansford  | Patrick Fernandez | Gregg Hansford  | unbekannt         |
| 6  | 23.06. | 49. Dutch TT            | Assen             | Graziano Rossi    | Gregg Hansford  | Kork Ballington   | Kork Ballington | Kork Ballington   |
| 7  | 01.07. | 52. GP von Belgien      | Spa-Francorchamps | Eduard Stöllinger | Chas Mortimer   | Murray Sayle      | Chas Mortimer   | Eduard Stöllinger |
| 8  | 22.07. | GP von Schweden         | Karlskoga         | Graziano Rossi    | Gregg Hansford  | Patrick Fernandez | Gregg Hansford  | Gregg Hansford    |
| 9  | 29.07. | GP von Finnland         | Imatra            | Kork Ballington   | Gregg Hansford  | Patrick Fernandez | Toni Mang       | Gregg Hansford    |
| 10 | 12.08. | GP von Großbritannien   | Silverstone       | Kork Ballington   | Randy Mamola    | Toni Mang         | Kork Ballington | Kork Ballington   |
| 11 | 19.08. | GP der Tschechoslowakei | Masaryk-Ring      | Kork Ballington   | Graziano Rossi  | Paolo Pileri      | Paolo Pileri    | Kork Ballington   |
| 12 | 02.09. | GP von Frankreich       | Le Mans           | Kork Ballington   | Gregg Hansford  | Patrick Fernandez | Gregg Hansford  | Kork Ballington   |

### Fahrerwertung
| 1  | Kork Ballington     | Kawasaki         | 141 |
| 2  | Gregg Hansford      | Kawasaki         | 81  |
| 3  | Graziano Rossi      | Morbidelli       | 67  |
| 4  | Randy Mamola        | Adriatica-Yamaha | 64  |
| 5  | Patrick Fernandez   | Yamaha           | 63  |
| 6  | Toni Mang           | Kawasaki         | 56  |
| 7  | Walter Villa        | Yamaha           | 39  |
| 8  | Jean-François Baldé | Kawasaki         | 29  |
| 9  | Eduard Stöllinger   | Kawasaki         | 28  |
| 10 | Roland Freymond     | Yamaha           | 22  |
| 11 | Olivier Chevallier  | Yamaha           | 22  |
| 12 | Christian Estrosi   | Kawasaki         | 19  |
| 13 | Chas Mortimer       | Yamaha           | 14  |
| 14 | Paolo Pileri        | Yamaha           | 14  |
| 15 | Graeme McGregor     | Yamaha           | 14  |
| 16 | Barry Ditchburn     | Kawasaki         | 13  |
| 17 | Vic Soussan         | Yamaha           | 11  |
| 18 | Eric Saul           | Adriatica-Yamaha | 11  |
| 19 | Murray Sayle        | Yamaha           | 10  |

| 20 | F. González De Nicolás | Yamaha | 9 |
| 21 | Pentti Korhonen        | Yamaha | 9 |
| 22 | Jon Ekerold            | Yamaha | 8 |
| 23 | Richard Hubin          | Yamaha | 7 |
| 24 | Guy Bertin             | Yamaha | 6 |
| 25 | Michel Simeon          | Yamaha | 5 |
| 26 | Hans Müller            | Yamaha | 4 |
|    | Jeffrey Sayle          | Yamaha | 4 |
| 28 | Maurizio Massimiani    | MBA    | 3 |
|    | Massimo Matteoni       | Yamaha | 3 |
|    | José Lazo              | Yamaha | 3 |
|    | Pekka Nurmi            | Yamaha | 3 |
| 32 | Yoshimasa Matsumoto    | Yamaha | 2 |
|    | Bengt Elgh             | Yamaha | 2 |
| 34 | Alan North             | Yamaha | 1 |
|    | Thierry Espié          | Yamaha | 1 |
|    | Rinus Van Kasteren     | Yamaha | 1 |
|    | Eero Hyvärinen         | Yamaha | 1 |
|    | Sadao Asami            | Yamaha | 1 |
|    | Tony Head              | Yamaha | 1 |

### Konstrukteurswertung
Der Konstrukteurstitel wurde Kawasaki zuerkannt.

## 125-cm³-Klasse

### Rennergebnisse
|    | Datum  | Rennen                  | Strecke           | Platz 1            | Platz 2                | Platz 3             | Pole-Position     | Schn. Rennrunde        |
| -- | ------ | ----------------------- | ----------------- | ------------------ | ---------------------- | ------------------- | ----------------- | ---------------------- |
| 1  | 18.03. | 3. GP von Venezuela     | San Carlos        | Ángel Nieto        | Thierry Espié          | Maurizio Massimiani | Iván Palazzese    | Ángel Nieto            |
| 2  | 29.04. | GP von Österreich       | Salzburgring      | Ángel Nieto        | Harald Bartol          | Gert Bender         | Ángel Nieto       | Ángel Nieto            |
| 3  | 06.05. | 43. GP von Deutschland  | Hockenheim        | Ángel Nieto        | Harald Bartol          | Walter Koschine     | Ángel Nieto       | Ángel Nieto            |
| 4  | 13.05. | 57. GP der Nationen     | Imola             | Ángel Nieto        | Thierry Espié          | Maurizio Massimiani | Ángel Nieto       | Thierry Espié          |
| 5  | 20.05. | GP von Spanien          | Jarama            | Ángel Nieto        | Thierry Espié          | Walter Koschine     | Ángel Nieto       | Ángel Nieto            |
| 6  | 17.06. | GP von Jugoslawien      | Rijeka            | Ángel Nieto        | Thierry Espié          | Stefan Dörflinger   | Ricardo Tormo     |                        |
| 7  | 23.06. | 49. Dutch TT            | Assen             | Ángel Nieto        | Ricardo Tormo          | Maurizio Massimiani | Bruno Kneubühler  | Ángel Nieto            |
| 8  | 01.07. | 52. GP von Belgien      | Spa-Francorchamps | Barry Smith        | Marcelino García       | Martin van Soest    | Ángel Nieto       | Jean-François Lecureux |
| 9  | 22.07. | GP von Schweden         | Karlskoga         | Pier Paolo Bianchi | Jean-Louis Guignabodet | Thierry Noblesse    | Bruno Kneubühler  | Gert Bender            |
| 10 | 29.07. | GP von Finnland         | Imatra            | Ricardo Tormo      | Matti Kinnunen         | Hans Müller         | Stefan Dörflinger | Ricardo Tormo          |
| 11 | 12.08. | GP von Großbritannien   | Silverstone       | Ángel Nieto        | Gert Bender            | Guy Bertin          | Hans Müller       | Pier Paolo Bianchi     |
| 12 | 19.08. | GP der Tschechoslowakei | Masaryk-Ring      | Guy Bertin         | Harald Bartol          | Maurizio Massimiani | Guy Bertin        | Guy Bertin             |
| 13 | 02.09. | GP von Frankreich       | Le Mans           | Guy Bertin         | Ricardo Tormo          | Pier Paolo Bianchi  | Guy Bertin        | Ángel Nieto            |

### Fahrerwertung
| 1  | Ángel Nieto            | Minarelli  | 120 |
| 2  | Maurizio Massimiani    | MBA        | 53  |
| 3  | Hans Müller            | MBA        | 50  |
| 4  | Thierry Espié          | Motobécane | 48  |
| 5  | Gert Bender            | Bender     | 47  |
| 6  | Guy Bertin             | Motobécane | 40  |
| 7  | Ricardo Tormo          | Bultaco    | 39  |
| 8  | Harald Bartol          | Morbidelli | 36  |
| 9  | Bruno Kneubühler       | MBA        | 36  |
| 10 | Pier Paolo Bianchi     | Minarelli  | 35  |
| 11 | Stefan Dörflinger      | Morbidelli | 35  |
| 12 | Barry Smith            | Morbidelli | 25  |
| 13 | Walter Koschine        | Fantic     | 25  |
| 14 | August Auinger         | Morbidelli | 25  |
| 15 | Eugenio Lazzarini      | Morbidelli | 22  |
| 16 | Jean-Louis Guignabodet | Morbidelli | 20  |
| 17 | Matti Kinnunen         | MBA        | 19  |
| 18 | Patrick Hérouard       | Morbidelli | 18  |
| 19 | Marcelino García       | Morbidelli | 17  |
| 20 | Thierry Noblesse       | Morbidelli | 16  |
| 21 | Per-Edvard Carlsson    | MBA        | 14  |
| 22 | Jean-François Lecureux | Morbidelli | 12  |
| 23 | Patrick Plisson        | Morbidelli | 12  |

| 24 | Martin van Soest       | Morbidelli | 10 |
| 25 | Gianpaolo Marchetti    | MBA        | 10 |
| 26 | Rolf Blatter           | Morbidelli | 8  |
| 27 | Peter Looijesteijn     | MBA        | 8  |
| 28 | Clive Horton           | Morbidelli | 7  |
| 29 | François Granon        | Morbidelli | 7  |
|    | Stefan Jansen          | Morbidelli | 7  |
| 31 | Iván Troisi            | Morbidelli | 5  |
|    | Paul Bordes            | Morbidelli | 5  |
| 33 | Pierluigi Conforti     | MBA        | 4  |
|    | Anton Straver          | Morbidelli | 4  |
| 35 | Peter Baláž            | Morbidelli | 3  |
| 36 | Jean-Paul Magnoni      | Morbidelli | 2  |
|    | Alfred Waibel          | Morbidelli | 2  |
|    | Paolo Ferretti         | Morbidelli | 2  |
|    | Henk van Kessel        | AGV-Condor | 2  |
|    | Jan Huberts            | MBA        | 2  |
|    | Marc-Anton Constantin  | Morbidelli | 2  |
| 42 | Miguel Cortés          | Bultaco    | 1  |
|    | F. González De Nicolás | Morbidelli | 1  |
|    | René Rénier            | Morbidelli | 1  |
|    | Johnny Wickström       | Morbidelli | 1  |

### Konstrukteurswertung
Der Konstrukteurstitel wurde Minarelli zuerkannt.

## 50-cm³-Klasse

### Rennergebnisse
|   | Datum  | Rennen                 | Strecke           | Platz 1           | Platz 2            | Platz 3            | Pole-Position     | Schn. Rennrunde   |
| - | ------ | ---------------------- | ----------------- | ----------------- | ------------------ | ------------------ | ----------------- | ----------------- |
| 1 | 06.05. | 43. GP von Deutschland | Hockenheim        | Gerhard Waibel    | Peter Looijesteijn | Ingo Emmerich      | Ricardo Tormo     | Ricardo Tormo     |
| 2 | 13.05. | 57. GP der Nationen    | Imola             | Eugenio Lazzarini | Rolf Blatter       | Peter Looijesteijn | Eugenio Lazzarini | Eugenio Lazzarini |
| 3 | 20.05. | GP von Spanien         | Jarama            | Eugenio Lazzarini | Patrick Plisson    | Rolf Blatter       | Eugenio Lazzarini | Eugenio Lazzarini |
| 4 | 17.06. | GP von Jugoslawien     | Rijeka            | Eugenio Lazzarini | Rolf Blatter       | Hagen Klein        | Eugenio Lazzarini | unbekannt         |
| 5 | 23.06. | 49. Dutch TT           | Assen             | Eugenio Lazzarini | Patrick Plisson    | Rolf Blatter       | Ricardo Tormo     | Eugenio Lazzarini |
| 6 | 01.07. | 52. GP von Belgien     | Spa-Francorchamps | Henk van Kessel   | Theo Timmer        | Rudolf Kunz        | Eugenio Lazzarini | Stefan Dörflinger |
| 7 | 02.09. | GP von Frankreich      | Le Mans           | Eugenio Lazzarini | Stefan Dörflinger  | Rolf Blatter       | Ricardo Tormo     | Stefan Dörflinger |

### Fahrerwertung
| 1  | Eugenio Lazzarini  | Kreidler     | 75 |
| 2  | Rolf Blatter       | Kreidler     | 62 |
| 3  | Patrick Plisson    | ABF          | 32 |
| 4  | Gerhard Waibel     | Kreidler     | 32 |
| 5  | Peter Looijesteijn | Kreidler     | 30 |
| 6  | Hagen Klein        | Hess Spezial | 26 |
| 7  | Henk van Kessel    | Sparta       | 23 |
| 8  | Jacky Hutteau      | ABF          | 22 |
| 9  | Ingo Emmerich      | Kreidler     | 19 |
| 10 | Stefan Dörflinger  | Kreidler     | 18 |
| 11 | Reiner Scheidhauer | Kreidler     | 17 |
| 12 | Theo Timmer        | Bultaco      | 16 |
| 13 | Aldo Pero          | Kreidler     | 16 |
| 14 | Rudolf Kunz        | Kreidler     | 13 |
| 15 | Ezio Saffiotti     | Paolucci     | 10 |

| 16 | Wolfgang Müller    | Kreidler | 9 |
| 17 | Ricardo Tormo      | Bultaco  | 6 |
| 18 | Joaquín Galí       | Bultaco  | 5 |
|    | Enrico Cereda      | UFO      | 5 |
| 20 | Massimo Servadio   | UFO      | 4 |
|    | Daniel Mateos      | Derbi    | 4 |
| 22 | Gerhard Singer     | Kreidler | 4 |
| 23 | Peter Verbic       | Kreidler | 3 |
|    | Theo van Geffen    | Kreidler | 3 |
| 25 | Hans-Jürgen Hummel | Kreidler | 2 |
|    | Claudio Granata    | UFO      | 2 |
|    | Rudi Oosting       | BGS      | 2 |
| 28 | Paolo Priori       | Derbi    | 1 |
|    | Gerrit Strikker    | Kreidler | 1 |
|    | Cees van Dongen    | Kreidler | 1 |

### Konstrukteurswertung
Der Konstrukteurstitel wurde Kreidler zuerkannt.

## Gespanne (500 cm³, Kat B2A)

### Rennergebnisse
|   | Datum  | Rennen                  | Strecke           | Platz 1                         | Platz 2                          | Platz 3                          | Pole-Position                    | Schn. Rennrunde                 |
| - | ------ | ----------------------- | ----------------- | ------------------------------- | -------------------------------- | -------------------------------- | -------------------------------- | ------------------------------- |
| 1 | 29.04. | GP von Österreich       | Salzburgring      | Göte Brodin / Billy Gällros     | Siegfried Schauzu / Lorenzo Puzo | Rolf Steinhausen / Kenny Arthur  | Siegfried Schauzu / Lorenzo Puzo | Dick Greasley / John Parkins    |
| 2 | 06.05. | 43. GP von Deutschland  | Hockenheim        | Rolf Steinhausen / Kenny Arthur | Siegfried Schauzu / Lorenzo Puzo | Dick Greasley / John Parkins     | Max Venus / Norbert Bittermann   | Rolf Steinhausen / Kenny Arthur |
| 3 | 23.06. | 49. Dutch TT            | Assen             | Rolf Biland / Kurt Waltisperg   | Rolf Steinhausen / Kenny Arthur  | Jock Taylor / James Neil         | Werner Schwärzel / Andreas Huber | Rolf Biland / Kurt Waltisperg   |
| 4 | 01.07. | 52. GP von Belgien      | Spa-Francorchamps | Rolf Steinhausen / Kenny Arthur | Rolf Biland / Kurt Waltisperg    | Dick Greasley / John Parkins     | Rolf Biland / Kurt Waltisperg    | Rolf Steinhausen / Kenny Arthur |
| 5 | 22.07. | GP von Schweden         | Karlskoga         | Jock Taylor / Benga Johansson   | Werner Schwärzel / Andreas Huber | Rolf Biland / Kurt Waltisperg    | Rolf Biland / Kurt Waltisperg    | Rolf Biland / Kurt Waltisperg   |
| 6 | 12.08. | GP von Großbritannien   | Silverstone       | Rolf Biland / Kurt Waltisperg   | Jock Taylor / Benga Johansson    | Dick Greasley / John Parkins     | Derek Jones / Brian Ayres        | Jock Taylor / Benga Johansson   |
| 7 | 19.08. | GP der Tschechoslowakei | Masaryk-Ring      | Rolf Biland / Kurt Waltisperg   | Dick Greasley / John Parkins     | Werner Schwärzel / Andreas Huber | Rolf Biland / Kurt Waltisperg    | Rolf Biland / Kurt Waltisperg   |

### Fahrerwertung
| 1  | Rolf Biland       | Kurt Waltisperg                              | Schmid-Yamaha  | 67 |
| 2  | Rolf Steinhausen  | Kenny Arthur                                 | KSA-Yamaha     | 58 |
| 3  | Dick Greasley     | John Parkins                                 | Yamaha         | 58 |
| 4  | Siegfried Schauzu | Lorenzo Puzo                                 | Busch-Yamaha   | 49 |
| 5  | Jock Taylor       | Jim Law bzw. James Neil bzw. Benga Johansson | Windle-Yamaha  | 43 |
| 6  | Werner Schwärzel  | Andreas Huber                                | Yamaha         | 39 |
| 7  | Göte Brodin       | Billy Gällros                                | Krauser-Yamaha | 23 |
| 8  | Hermann Huber     | Bernhard Schappacher                         | Krauser-Yamaha | 22 |
| 9  | Egbert Streuer    | Johan van der Kaap                           | Schmid-Yamaha  | 17 |
| 10 | George O’Dell     | Cliff Holland                                | Yamaha         | 8  |
| 11 | Max Venus         | Norbert Bittermann bzw. Hartmut Schimanski   | Yamaha         | 8  |
| 12 | Alain Michel      | Stuart Collins                               | Seymaz-Yamaha  | 7  |
| 13 | Amedeo Zini       | Andrea Fornaro                               | Busch-König    | 6  |
| 14 | Walter Ohrmann    | Erich Schmitz                                | Yamaha         | 6  |
| 15 | Otto Haller       | Rainer Gundel                                | Krauser-Yamaha | 6  |
|    | Bill Hodgkins     | Donnie Williams                              | Digby-Yamaha   | 6  |
| 17 | Mick Boddice      | Mick Burns                                   | Yamaha         | 5  |
| 18 | Kalevi Rahko      | Kari Laatikainen                             | Yamaha         | 5  |
| 19 | Michel Vanneste   | Paul Gérard                                  | Busch-Suzuki   | 4  |
| 20 | Peter Campbell    | Dick Goodwin                                 | Yamaha         | 3  |
|    | Jesco Höckert     | Helmut Weiser                                | Busch-Yamaha   | 3  |
| 22 | Björn Andersson   | Lars Nordström                               | Yamaha         | 3  |
| 23 | John Barker       | Nick Cutmore                                 | Yamaha         | 3  |
|    | Derek Jones       | Brian Ayres                                  | Daytona-Yamaha | 3  |
| 25 | Boy Brouwer       | Jan Oostwouder                               | Busch-Yamaha   |    |
|    | Peter Frick       | Pascal Mottier                               | Yamaha         | 2  |
|    | Roine Larsson     | Håkan Bjargestad                             | Yamaha         | 2  |
|    | Gérald Corbaz     | Roland Gabriel                               | Schmid-Yamaha  | 2  |
| 29 | Kurt Jelonek      | Fred Schenkenberger                          | König          | 1  |
|    | Wolfgang Stropek  | Karl Altrichter                              | Schmid/Yamaha  | 1  |

### Konstrukteurswertung
Der Konstrukteurstitel wurde Schmid-Yamaha zuerkannt.

## Gespanne (500 cm³, Kat B2B)

### Rennergebnisse
|   | Datum  | Rennen                | Strecke      | Platz 1                         | Platz 2                       | Platz 3                           | Pole-Position                   | Schn. Rennrunde                 |
| - | ------ | --------------------- | ------------ | ------------------------------- | ----------------------------- | --------------------------------- | ------------------------------- | ------------------------------- |
| 1 | 29.04. | GP von Österreich     | Salzburgring | Rolf Biland / Kurt Waltisperg   | Bruno Holzer / Karl Meierhans | Klaus Sprengel / Derek John Booth | Rolf Biland / Kurt Waltisperg   | Alain Michel / Michael Burkhard |
| 2 | 15.07. | Frankreich            | Le Castellet | Rolf Biland / Kurt Waltisperg   | Bruno Holzer / Karl Meierhans | Yvan Trolliet / Marc Petel        | Rolf Biland / Kurt Waltisperg   | Alain Michel / Michael Burkhard |
| 3 | 12.08. | GP von Großbritannien | Silverstone  | Alain Michel / Michael Burkhard | Bruno Holzer / Karl Meierhans | Masato Kumano / Isao Arifuku      | Rolf Biland / Kurt Waltisperg   | Alain Michel / Michael Burkhard |
| 4 | 26.08. | Deutschland           | Nürburgring  | Rolf Biland / Kurt Waltisperg   | Bruno Holzer / Karl Meierhans | Masato Kumano / Isao Arifuku      | Rolf Biland / Kurt Waltisperg   | Rolf Biland / Kurt Waltisperg   |
| 5 | 02.09. | GP von Frankreich     | Le Mans      | Rolf Biland / Kurt Waltisperg   | Bruno Holzer / Karl Meierhans | Derek Jones / Brian Ayres         | Rolf Biland / Kurt Waltisperg   | Rolf Biland / Kurt Waltisperg   |
| 6 | 09.09. | Niederlande           | Assen        | Alain Michel / Michael Burkhard | Bruno Holzer / Karl Meierhans | Derek Jones / Brian Ayres         | Alain Michel / Michael Burkhard | Alain Michel / Michael Burkhard |

### Fahrerwertung
| 1  | Bruno Holzer          | Karl Meierhans                    | LCR-Yamaha     | 72 |
| 2  | Rolf Biland           | Kurt Waltisperg                   | LCR-Yamaha     | 60 |
| 3  | Masato Kumano         | Isao Arifuku                      | Yamaha         | 41 |
| 4  | Alain Michel          | Michael Burkhard                  | Seymaz-Yamaha  | 30 |
| 5  | Bernard Chabert       | Patrice Daire bzw. Paul Dessirier | CB-Yamaha      | 25 |
| 6  | Yvan Trolliet         | Marc Petel                        | Seymaz-Yamaha  | 24 |
| 7  | Derek Jones           | Brian Ayres                       | Daytona-Yamaha | 20 |
| 8  | Klaus Sprengel        | Derek John Booth                  | Suzuki         | 17 |
| 9  | Heinz Luthringshauser | Karl Paul                         | Yamaha         | 15 |
| 10 | Peter Frick           | Christoph Flückiger               | BEO-Yamaha     | 14 |
| 11 | Heinz Thevissen       | Lothar Klein                      | HTS-Yamaha     | 12 |
| 12 | Cees Smit             | Charles Vroegop bzw. Georg Etz    | Seymaz-Yamaha  | 10 |
| 13 | Gérard Lebœuf         | Michel Guitel                     | Yamaha         | 10 |
| 14 | Rudolf Reinhard       | Karin Sterzenbach                 | GEP-Yamaha     | 10 |
| 15 | Philippe Filek        | Muriel Prigent                    | Yamaha         | 8  |
| 16 | Claude Bay            | Patrick Rossi                     | GEP-Yamaha     | 8  |
| 17 | Jean-Claude Jaquet    | René Delarze                      | TTM-Yamaha     | 3  |
| 18 | Albert Giesemann      | Thomas Riedel                     | GEP-Yamaha     | 2  |
| 19 | Steve Sinnott         | John Horspole                     | Yamaha         | 2  |

### Konstrukteurswertung
Der Konstrukteurstitel wurde LCR-Yamaha zuerkannt.

## Verweise